# Jean Fernand-Trochain
Jean Fernand-Trochain (né Fernand Jean Constant Trochain, signant ses œuvres Fernand-Trochain) est un artiste peintre et graveur sur bois français né le 21 février 1879 à Rueil-Malmaison et mort le 8 mai 1969 à Paris 13e. Postimpressionniste, on le range parmi les peintres de l'École de Murol.

## Biographie
On relève autour de 1933-1934 le nom de Fernand-Trochain, aux côtés de ceux de Robert Louis Antral, France Audoul, Gaston Balande, Jehan Berjonneau, Edmond Ceria, Charles Despiau, André Hambourg, Henri Lebasque, Marthe Lebasque, Carlos-Reymond, Armand Nakache, Paul-Émile Pissarro ou Maurice Sauvayre, parmi les artistes qui, sous la présidence de Lucie Caradek, se sont constitués en une association nommée le Groupe moderne et exposant à la galerie Georges Petit (12, rue Godot-de-Mauroy) et à la galerie Dru (11, rue Montaigne). Après son accrochage de 1933 en cette seconde galerie où « il reçoit l'honneur mérité d'une présentation de toiles exceptionnelle », celui de 1934 y est encore remarqué : « les œuvres de Fernand-Trochain illuminent à elles seules les expositions les plus sombres. Ici, c'est un moissonneur qui s'attaque à un immense champ de blé dominant un ravissant et verdoyant paysage. Une autre toile nous présente une villa entourée d'arbres dans une atmosphère lumineuse sous un ciel bleu moutonné de blanc. Grandes œuvres dignes du beau peintre qui les a signées ».

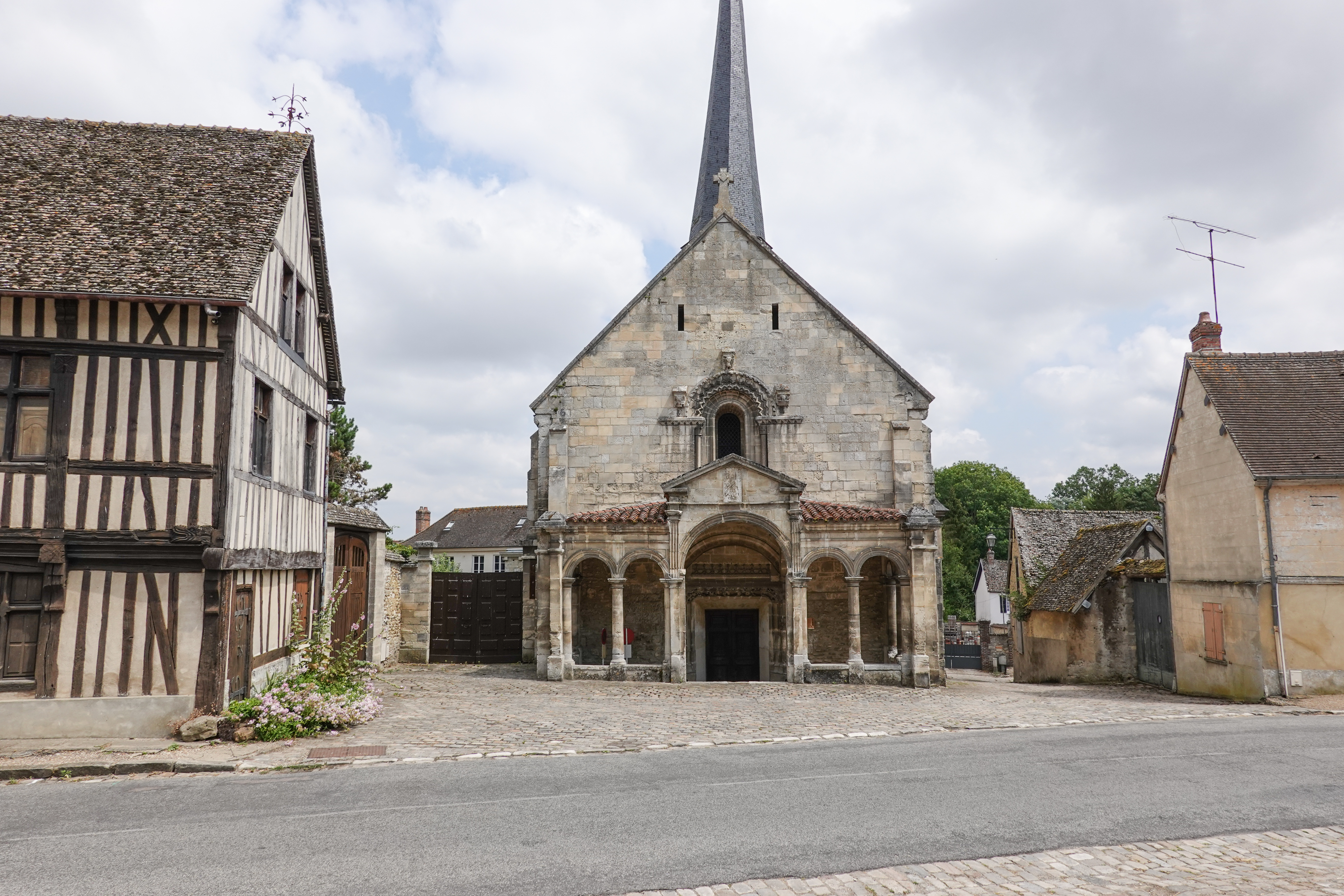
Le village de Dangu où Fernand-Trochain posa son chevalet

Lors de sa visite du Salon d'automne de 1933, Michel Florisoone remarque ainsi pour sa part Jean Fernand-Trcochain, avec Maurice Asselin, Gaston Balande, Victor Charreton, Tristan Klingsor, Robert Lotiron, Paul-Émile Pissarro, Raymond Renefer, René Seyssaud, Henri Vergé-Sarrat et Jules Zingg, au sein de « l'immuable phalange des paysagistes amoureux des frondaisons et des rivières ». De fait, outre des scènes d'intérieur, des nus et des natures mortes, on doit surtout à l'artiste des paysages et des scènes de la vie rurale qui énoncent ses villégiatures dans Paris - il est installé au 4, rue Camille-Tahan dans le 18e arrondissement - (Paris en hiver) et ses environs (Les barques à Nogent-sur-Marne), dans le Vexin français (Boury-en-Vexin, Vauréal), dans le département de l'Eure (Dangu et Étrépagny), en Bretagne, à La Rochelle, dans le sud de la France (les paysages de rochers de la Corrèze, la cathédrale Sainte-Cécile d'Albi, les châteaux du Lot, l'Ermitage Saint-Ferréol de Céret, le Pont du Gard, Les Baux-de-Provence, la chapelle Saint-François-de-Paule de Bormes-les-Mimosas, les villages de montagne sous la neige), ainsi qu'en Espagne,.
Léon Rosenthal évoque en Fernand-Trochain un artiste qui doit aux impressionnistes « le goût pour les harmonies claires, le ton vibrant, la fraîcheur des tons spontanés. Mais son tempérament ne l'inclinait pas au lyrisme et son instinct lui commandait de discipliner sa sensibilité ».
Deux ventes aux enchères ont dispersé l'atelier de Jean Fernand-Trochain à l'Hôtel Drouot à Paris, la première le 5 mai 1970 par le ministère de Claude Robert, la seconde le 23 janvier 2019 par le ministère de Rémy Le Fur.

## Expositions

### Expositions personnelles
- Galerie Druet; 20, rue Royale, Paris, 1932[10].

### Expositions collectives
- Troisième exposition de l'Arc-en-Ciel, groupe franco-anglo-américain, sous la présidence d'honneur de Louis Barthou de l'Académie française - Peinture, arts décoratifs, sculpture, Galerie de Goupil et Cie, Paris, octobre-novembre 1919.
- Salon d'automne, Paris, à partir de 1919, sociétaire en 1923[11].
- Exposition d'art contemporain - Premier groupe, Galerie Marcel Bernheim, Paris, 1920[12].
- La jeune peinture française - Maurice Asselin, Roger Bissière, Louis Charlot, André Derain, André Dunoyer de Segonzac, Charles Dufresne, Raoul Dufy, Jean Fernand-Trochain, Othon Friesz, André Lhote, Robert Lotiron, Maurice Utrillo, Henry de Waroquier…, Galerie Manzi-Joyant, Paris, juin-juillet 1920[13].
- La Closerie des Lilas, février-avril 1924.
- Salon des indépendants, Paris, 1932, 1937[14].
- Le Groupe moderne, Galerie Dru, Paris, 1933[2], novembre 1934[3].
- Exposition du trente-cinquième groupe des artistes de ce temps, Petit Palais, Paris, janvier 1939[15].
- Salon des Tuileries, Musée d'art moderne de la ville de Paris, juin-juillet 1943, juin-juillet 1944.
- Participations non datées : Salon de la Société nationale des beaux-arts, Paris[16].

## Réception critique
- « Des paysages nus et nuancés sous la neige ou un léger soleil, des rivières tranquilles, des horizons montagneux, des champs d'oliviers, des intérieurs doux : Fernand-Trochain est un peintre sans passion à l'aimable vision. » - Magdeleine Dayot[10]
- « Fernand-Trochain a su organiser, maîtriser, endiguer ses tendances impressionnistes dans des recherches plus naturalistes de solidité de la matière aboutissant à des paysages secrètement architecturés, bien cadencés dans l'équilibre de la composition. Habile à faire percevoir au spectateur le charme de l'éphémère, de la fuite du temps, il reste en cela proche des impressionnistes qui lui ont appris à peindre. » - Gérald Schurr[7]
- « Il s'est référé à l'exemple des impressionnistes, auxquels il devait son goût pour les harmonies claires, les tons vibrants, la vivacité des notations spontanées. Son tempérament l'écartait des excès d'expression. » - Dictionnaire Bénézit

## Collections publiques

### Musées

#### Algérie
- Musée de Skikda, Saint-Germain-des-Prés, neige, huile sur toile 100x81cm[17].

#### France

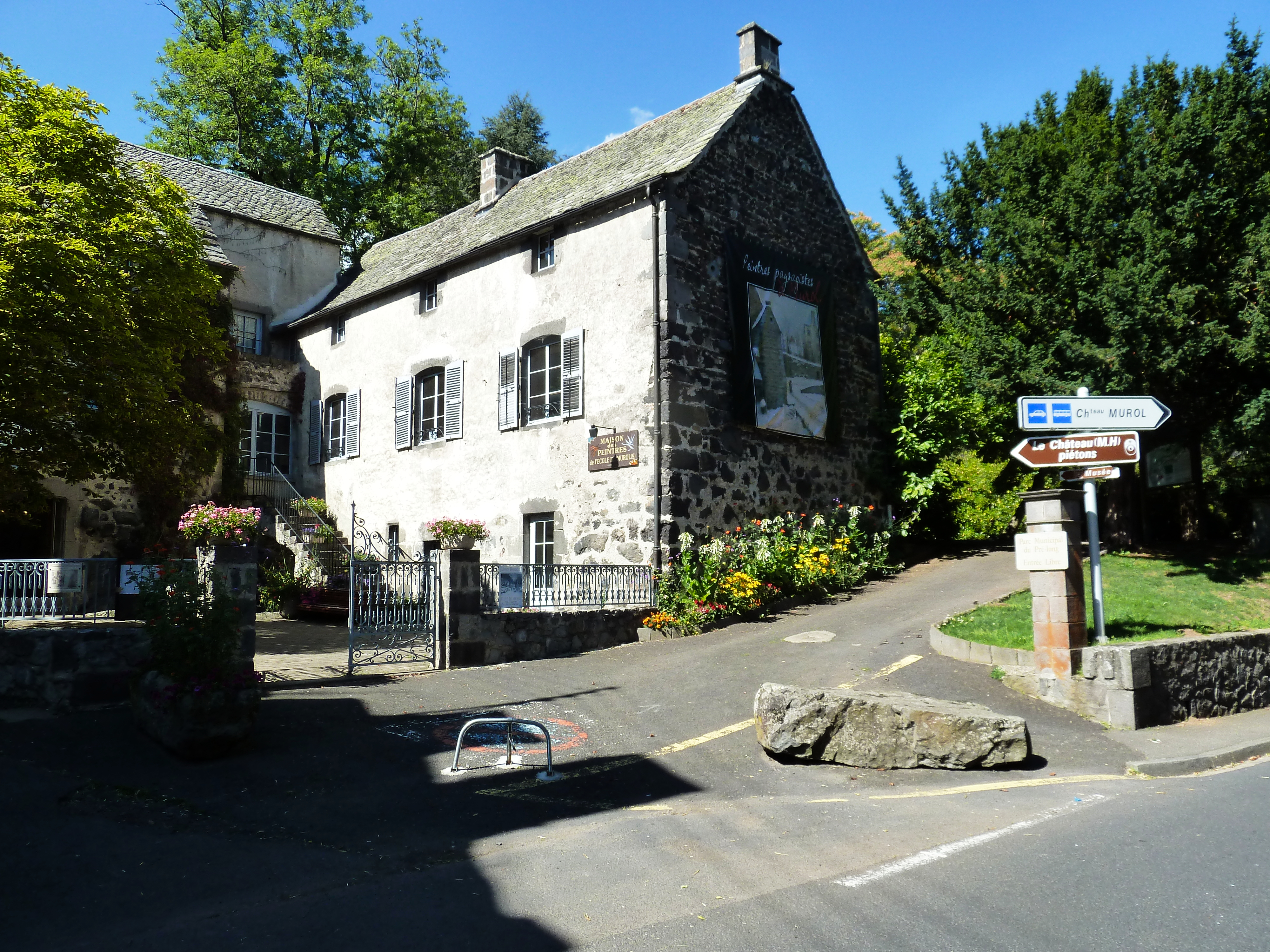
Musée des peintres de l'École de Murol, Murol

- Musée des Beaux-Arts et de la Dentelle, Alençon, Nature morte au chapeau et au livre, huile sur toile.
- Musée d'art et d'archéologie d'Aurillac, La Seine à Courbevoie, huile sur toile 70x90cm, 1911 (dépôt du Centre national des arts plastiques)[18].
- Musée des peintres de l'École de Murol, Murol, Le château de Murol en hiver, huile sur toile (ancienne collection Jules-Émile Zingg)[19].
- Musée national d'art moderne, Paris, Neige à Vauréal, huile sur toile 81x100cm, avant 1928[20].
- Musée du Domaine départemental de Sceaux, Gometz-la-Ville, aquarelle, 1940[21].

#### Madagascar
- Musée de Tananarive.

### Fresques murales
- Mairie d'Étrépagny, salle des mariages, Les travaux des champs, peinture monumentale, hauteur 265cm, 1940[22].
- Hôtel de La Poste, Murol[16].

### Bibliophilie
- Louis Lafferre, Edward George Villiers Stanley, comte de Derby, Hugh Campbell Wallace, Jean-Gabriel Lemoine, Louis Barthou, Catalogue de la troisième exposition de l'Arc-en-ciel, groupe franco-anglo-américain, ouvrage enrichi de bois originaux par Ottorino Andreini, Frank Armington, Jeanne-Marie Barbey, Cesare Bonanomi, Jean Fernand-Trochain, Marcel-Gaillard, Clarence Montfort Gihon, Henri Pierre Lejeune, André Léveillé, Elena Nutting, Alice Whyte (en) et Pere Ysern i Alié, Groupe L'Arc-en-ciel/Goupil & Cie, Paris.